# 薩沙·吉特里
亚历山大·吉特里, 被称为 萨沙·吉特里（法語：Sacha Guitry，1885年2月21日—1957年7月24日）, 是法国剧作家, 演员, 导演和编剧, 生于圣彼得堡 (俄罗斯)，于巴黎过世.
作为一名多产的创作者, 他总共写了124部戏剧, 其中许多作品取得了巨大的成功。 同时，他也创作了36部电影(其中17部改编自他的戏剧), 几乎占据总量半数, 其中著名的作品有：《骗子的故事》《渴望》《家父有理》《卡德利尔舞》《九个单身汉》《凡尔赛宫艳史》

## 生涯

### 青年时代
亚历山大·吉特里外号叫萨沙，是喜剧演员露西安·吉特里（1860-1925）和勒内·黛儿玛的儿子。他是四个兄弟姐妹中的第三个，其中最大的和最小的死在摇篮里。小一些的让，1884年出生于圣彼得堡，在1920年的一次车祸中丧生，生前他是一名喜剧演员和记者。